# Campionat del món d'escacs de 2004 (FIDE)
El Campionat del món d'escacs de 2004 (versió FIDE) fou l'edició de 2004 del Campionat del món d'escacs, organitzada per la FIDE a Trípoli (Líbia), fent servir el mateix sistema eliminatori de les edicions anteriors.
Aquesta edició del Campionat del món fou molt polèmica, ja que en tant que se celebrava a Líbia, els jugadors israelians no hi podien participar. Per solidaritat o per altres raons, un gran nombre de Grans Mestres varen anul·lar la seva inscripció, i vuit dels deu millors jugadors mundials del moment (i els quatre primers) varen refusar de jugar-hi.
Les primeres sis rondes es jugaren entre 19 de juny i 4 de juliol, i el matx final entre 8 de juliol i 13 de juliol. El GM de l'Uzbekistan Rustam Kassimdjanov va vèncer en la final contra el GM britànic Michael Adams per 4½-3½ i va esdevenir el 19è Campió del món.
|                     | 1 | 2 | 3 | 4 | 5 | 6 | 7 | 8 | Total |
| ------------------- | - | - | - | - | - | - | - | - | ----- |
| Michael Adams       | ½ | 0 | 1 | 0 | 1 | ½ | 0 | ½ | 3½    |
| Rustam Kassimdjanov | ½ | 1 | 0 | 1 | 0 | ½ | 1 | ½ | 4½    |